# Sistrionix
Sistrionix — дебютный студийный альбом американской рок-группы Deap Vally. Продюсером альбома выступил Ник Зиннер, гитарист из группы Yeah Yeah Yeahs. Альбом был записан в их родном городе Лос-Анджелесе, спродюсирован Ларсом Сталфорсом и выпущен 24 июня 2013 года на лейбле Island Records, достигнув 38 места в чартах Великобритании. Обложка альбома была нарисована покойным австралийским художником Мэттом Дустом (1984 — 28 августа 2013), умершим вскоре после релиза. Альбом был номинирован на World Music Awards в категории «Лучший альбом».
В 2024 году группа выпустит свой последний альбом Sistrionix 2.0, который является перезаписью этого альбома.

## История
В состав женского рок-дуэта входят Линдси Трой (гитара, вокал) и Джули Эдвардс (ударные и вокал).
Из альбома вышли два сингла: «End of the World» (15 ноября 2012 года) и «Lies» (7 января 2013 года).

## Отзывы
| Совокупная оценка       | Совокупная оценка |
| Источник                | Оценка            |
| ----------------------- | ----------------- |
| Metacritic              | 72/100            |
| Оценки критиков         |                   |
| Источник                | Оценка            |
| AllMusic                | [ 2 ]             |
| Consequence of Sound    | [ 9 ]             |
| LiverpoolSoundAndVision | [ 10 ]            |
| This Is Fake DIY        | 8/10              |

Альбом получил положительные отзывы музыкальной критики и интернет-изданий.
Стив Леггетт из AllMusic сказал, что молодой дуэт звучит как White Stripes или Black Keys, «только с женской стороны, с тем же хрустящим, грохочущим, болотным грувом и расхлябанностью» и отметил, что «альбом звучит грандиозно, наполненный звенящими, искажёнными гитарными рифами, дикими, галопирующими барабанами и яростным, бесстрастным вокалом Троя. С такими яркими моментами, как „End of the World“, вызывающая и декларативная „Baby I Call Hell“, эпическая „Six Feet Under“ и хитрая „Gonna Make My Own Money“, которая, несмотря на свою хитрость, все же является песней, в которой Трой кричит и вопит так, будто она сражается на ножах, — это запоминающийся дебют. Если и есть какой-то недостаток, так это то, что от песни к песне мало что меняется в темпе и подходе, но ведь это дуэт, построенный на том, чтобы просто нажать на педаль и поехать, грохоча и громыхая, не обращая внимания».

## Список композиций
| №   | Название                  | Длительность |
| --- | ------------------------- | ------------ |
| 1.  | «End of the World»        | 4:34         |
| 2.  | «Baby I Call Hell»        | 3:00         |
| 3.  | «Walk of Shame»           | 1:52         |
| 4.  | «Gonna Make My Own Money» | 2:33         |
| 5.  | «Creeplife»               | 2:23         |
| 6.  | «Your Love»               | 3:32         |
| 7.  | «Lies»                    | 3:06         |
| 8.  | «Bad for My Body»         | 3:04         |
| 9.  | «Woman of Intention»      | 3:41         |
| 10. | «Raw Material»            | 3:52         |
| 11. | «Six Feet Under»          | 9:34         |

| №   | Название     | Длительность |
| --- | ------------ | ------------ |
| 12. | «Drought»    | 3:40         |
| 13. | «Procreate»  | 2:16         |
| 14. | «Ain't Fair» | 2:56         |